# 805 Hormuthia
805 Hormuthia eller 1915 WW är en asteroid i huvudbältet, som upptäcktes 17 april 1915 av den tyske astronomen Max Wolf i Heidelberg. Den är uppkallad efter den tyske astronomen August Kopff´s fru, Hormuth Kopff.
Asteroiden har en diameter på ungefär 73 kilometer.